# Channel 7 (rete televisiva)
Bangkok Broadcasting & Television Company Limited Channel 7 (สถานีโทรทัศน์สีกองทัพบกช่อง 7) è una rete televisiva thailandese, con sede a Bangkok. Il canale televisivo ha iniziato le trasmissioni il 27 novembre 1967, ed è di proprietà della società Bangkok Broadcasting & Television Company Limited, che opera con licenza concessa dal Reale Esercito Thailandese.
Tra i programmi trasmessi vi è il varietà The Return of Superman Thailand.